# 黃花過長沙舅
黃花過長沙舅（学名：Mecardonia procumbens）又名伏胁花，为車前科過長沙舅屬下的一个种。属名Mecardonia为纪念西班牙植物保护者Antonio de Mecay Cardona而命名；种名procumbens意为平卧的。

## 概要
“黃花過長沙舅”原產地美洲，2001年正式歸化為臺灣新屬，《中國植物誌》未收錄本種。“過長沙”系臺灣叫法，大陸則稱其為假馬齒莧；舅取意“外甥似舅”、相近；“黃花過長沙舅”全名即“近似假馬齒莧但開黃花的的植物”。
日本動畫《玉子市場》的劇場版《玉子愛情故事》（日語：たまこラブストーリー）中出現在常盤綠身旁的花就是“黃花過長沙舅”，花語為“思い続ける”（總是想著你），象征小綠對玉子的感情。

## 外部連結
1. ↑  .[永久]